# حسگری چهار-پایانه‌ای

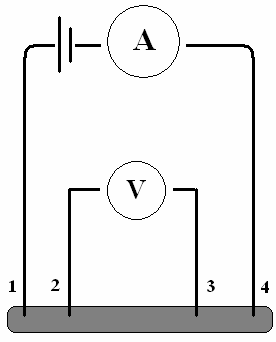
اندازه‌گیری چهار-نقطه‌ای مقاومت بین اتصالات دریافت‌کننده ولتاژ ۲ و ۳. جریان از طریق اتصالات تحمیلی ۱ و ۴ تأمین می‌شود.

حسگری چهار-پایانه‌ای (حسگری 4T)، حسگری ۴-سیمه، یا روش پروب ۴-نقطه‌ای یک روش اندازه‌گیری امپدانس الکتریکی است که از زوج‌های جداگانه الکترودهای حامل-جریان و حسگری-ولتاژ برای اندازه‌گیری دقیق‌تر نسبت به حسگری دو-ترمینالی (2T) ساده‌تر و معمول‌تر، استفاده می‌کند. حسگری چهار-پایانه‌ای در برخی از اهم مترها و تحلیلگرهای امپدانس و در سیم‌بندی برای فشارسنج‌ها و دماسنج‌های مقاومتی استفاده می‌شود. پروب‌های چهارنقطه‌ای نیز برای اندازه‌گیری مقاومت ورقی لایه‌های نازک (به ویژه لایه‌های نازک نیم‌رسانا) استفاده می‌شود.
جداسازی الکترودهای جریان و ولتاژ، مقاومت تماسی و سَری را از اندازه‌گیری حذف می‌کند. این یک مزیت برای اندازه‌گیری دقیق مقادیر مقاومت کم است. به عنوان مثال، یک کتابچه راهنمای پل LCR، تکنیک چهارپایانه‌ای را برای اندازه‌گیری دقیق مقاومت زیر ۱۰۰ اهم توصیه می‌کند.
حسگری چهارپایانه‌ای به نام حسگری کلوین نیز شناخته می‌شود، پس از ویلیام تامسون، لرد کلوین، که پل کلوین را در سال ۱۸۶۱ اختراع کرد تا مقاومت‌های بسیار پایین را با استفاده از حسگری چهارپایانه‌ای اندازه‌گیری کند. هر اتصال دو-سیمه را می‌توان اتصال کلوین نامید. یک جفت کنتاکت که برای اتصال یک جفت تحمیل-و-دریافتن به یک پایانه یا سَر به‌طور همزمان طراحی شده‌است، کنتاکت کلوین نامیده می‌شود. گیره، اغلب یک گیره سوسماری است که یک جفت تحمیل-و-دریافتن (معمولاً یکی به هر فک) را متصل می‌کند، گیره کلوین نامیده می‌شود.

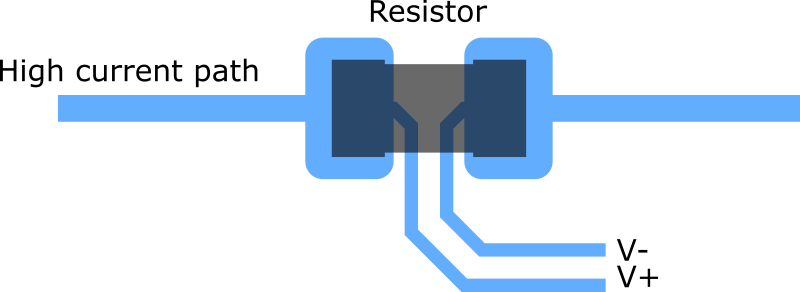
نمونه جانمایی اتصال کلوین